# Anne-Hyacinthe de Colleville
Anne-Hyacinthe de Saint-Léger de Colleville (Paris, 26 de março de 1761 — Le Pré-Saint-Gervais, 18 de novembro de 1824) foi uma dramaturga e romancista francesa.